# Když moře stoupá
Když moře stoupá (v originále Quand la mer monte…) je francouzsko-belgický hraný film z roku 2004 který režírovali Yolande Moreau a Gilles Porte podle vlastního scénáře. Snímek měl světovou premiéru na mezinárodním filmovém festivalu v La Rochelle dne 28. června 2004.

## Děj
Herečka Irène je na turné v departementu Nord. Zde potkává nosiče Driese. Irène začíná milostný příběh podobný přestavení, které předvádí na jevišti.

## Obsazení
| Yolande Moreau    | Irène           |
| Wim Willaert      | Dries           |
| Jacques Bonnaffé  | číšník          |
| Séverine Caneele  | uklízečka       |
| Olivier Gourmet   | policista       |
| Jan Hammenecker   | Jan             |
| Bouli Lanners     | vedoucí tržnice |
| Serge Péharpré    | nosič           |
| Jackie Berroyer   | novinář         |
| Philippe Duquesne | majitel kavárny |
| Nand Buyl         | otec Driese     |

## Ocenění
- Mezinárodní festival frankofonních filmů v Namuru: Bayard d'or pro nejlepší herečku (Yolande Moreau), Bayard d'or pro nejlepšího herce (Wim Willaert)
- Cena Louise Delluca: nejlepší filmový debut (Yolande Moreau a Gilles Porte)
- Pařížská mezinárodní filmová setkání: Cena diváků (Yolande Moreau a Gilles Porte)
- César: nejlepší filmový debut (Gilles Porte a Yolande Moreau), nejlepší herečka (Yolande Moreau)
- Prix Joseph-Plateau: nominace na nejlepší herečku (Yolande Moreau), nejlepší scénář (Yolande Moreau)